# Copa de la Reina de Fútbol 1984
El Campeonato de España de Fútbol Femenino 1984 corresponde a la segunda edición la Copa de la Reina.
El Karbo Deportivo de La Coruña revalidó el título conquistado la temporada anterior.

## Sistema de competición
La competición se desarrolló por sistema de eliminación directa, con partidos a doble vuelta, excepto la final, jugada a partido único.

## Cuadro de resultados
|  | Cuartos de final            | Cuartos de final   | Cuartos de final   |                     |                             | Semifinales | Semifinales | Semifinales |  |  | Final             | Final | Final |
|  |                             |                    |                    |                     |                             |             |             |             |  |  | 3 y 10 de junio   |       |       |
|  |                             |                    |                    |                     |                             |             |             |             |  |  |                   |       |       |
|  | CA Málaga                   | 1                  | 3                  |                     |                             |             |             |             |  |  |                   |       |       |
|  | Atlético Villaverde         | 3                  | 1                  |                     |                             |             |             |             |  |  |                   |       |       |
|  | Atlético Villaverde         | 3                  | 1                  | Atlético Villaverde |                             |             |             |             |  |  |                   |       |       |
|  |                             |                    |                    |                     |                             |             |             |             |  |  |                   |       |       |
|  |                             | Karbo Dep. Coruña  |                    |                     |                             |             |             |             |  |  |                   |       |       |
|  | Karbo Dep. Coruña           |                    |                    |                     |                             |             |             |             |  |  |                   |       |       |
|  |                             |                    |                    |                     |                             |             |             |             |  |  |                   |       |       |
|  | -                           |                    |                    |                     |                             |             |             |             |  |  |                   |       |       |
|  |                             |                    |                    |                     |                             |             |             |             |  |  | Karbo Dep. Coruña | 4     | 1     |
|  |                             |                    | Ikastola Amassorai | 2                   | 2                           |             |             |             |  |  |                   |       |       |
|  | CD Garrapinillos            | 0                  | 0                  |                     |                             |             |             |             |  |  |                   |       |       |
|  | Peña Barcelonista Barcilona | 9                  | 8                  |                     |                             |             |             |             |  |  |                   |       |       |
|  | Peña Barcelonista Barcilona | 9                  | 8                  |                     | Peña Barcelonista Barcilona | 2           | 1           |             |  |  |                   |       |       |
|  |                             |                    |                    |                     | Peña Barcelonista Barcilona | 2           | 1           |             |  |  |                   |       |       |
|  |                             | Ikastola Amassorai | 0                  | 5                   |                             |             |             |             |  |  |                   |       |       |
|  | Ikastola Amassorai          | Ikastola Amassorai | 0                  | 5                   | 4                           | 4           |             |             |  |  |                   |       |       |
|  | Ikastola Amassorai          |                    |                    |                     | 4                           | 4           |             |             |  |  |                   |       |       |
|  | Txorierri Neskak            | 0                  | 0                  |                     |                             |             |             |             |  |  |                   |       |       |

El Atlético Villaverde no se presentó a jugar la semifinal contra el Karbo Deportivo.